# 麥可·道森 (Lost檔案)
麥可·道森（Michael Dawson），是美國廣播公司懸疑類電視連續劇《迷失》的角色之一，由小哈羅德·佩瑞諾（Harold Perrineau Jr.）飾演。